# Пен Сяомінь
Пен Сяомінь (кит. спр. 彭小民, піньїнь: Péng Xiǎomín; нар. 8 квітня 1973) – китайський шахіст, гросмейстер від 1996 року.

## Шахова кар'єра
У другій половині 1990-х років належав до когорти провідних китайських шахістів. 1998 року виграв золоту медаль чемпіонату країни, а також – в Роттердамі – звання чемпіона світу серед студентів. У 1994-2000 роках чотири рази виступив на шахових олімпіадах (зокрема один раз на 1-й шахівниці), а 1993 року на командному чемпіонаті світу, де виграв золоту медаль в особистому заліку на 3-й шахівниці. Тричі (1997, 1999, 2000) брав участь у чемпіонатах світу ФІДЕ, які проходили за олімпійською системою, найкращий результат показавши 2000 року в Нью-Делі, де дійшов до 3-го раунду, в якому поступився Петрові Свідлеру).
Досягнув низки успіхів на міжнародних турнірах, зокрема: поділив 1-ше місце в Циндао (1999, разом з Дао Тх'єн Хай, Бу Сянчжі і У Веньцзінєм), поділив 3-тє місце в Шеньяні (позаду Є Цзянчуаня і Олексія Дрєєва, разом з Михайлом Красенковим), поділив 3-тє місце в Шанхаї (2000, позаду Михайла Красенкова і Є Цзянчуаня, разом з Віктором Бологаном), а також здобув бронзову медаль на чемпіонаті Азії (Удайпур, 2000).
Найвищий рейтинг Ело в кар'єрі мав станом на 1 липня 2000 року, досягнувши 2657 очок займав тоді 29-те місце в світовому рейтинг-листі ФІДЕ, одночасно займаючи 3-тє місце (позаду Є Цзянчуаня і Сюй Цзюня) серед китайських шахістів).

## Зміни рейтингу
| На цьому місці має відображатися графік чи діаграма, однак з технічних причин його відображення наразі вимкнено. Будь ласка, не видаляйте код, який викликає це повідомлення. Розробники вже працюють для того, щоби відновити штатне функціонування цього графіка або діаграми. | |
| | На цьому місці має відображатися графік чи діаграма, однак з технічних причин його відображення наразі вимкнено. Будь ласка, не видаляйте код, який викликає це повідомлення. Розробники вже працюють для того, щоби відновити штатне функціонування цього графіка або діаграми. |